# Kurzbahnweltmeisterschaften 2010
| Kurzbahnweltmeisterschaften 2010 | Kurzbahnweltmeisterschaften 2010 |
| -------------------------------- | -------------------------------- |
| Veranstaltungsort                | Dubai                            |
| Teilnehmende Nationen            | 148                              |
| Teilnehmende Athleten            | ca. 780                          |
| Entscheidungen                   | 40                               |
| Eröffnung                        | 15. Dezember 2010                |
| Abschluss                        | 19. Dezember 2010                |

| Medaillenspiegel | Medaillenspiegel       | Medaillenspiegel | Medaillenspiegel | Medaillenspiegel | Medaillenspiegel |
| Platz            | Land                   | G                | S                | B                | Gesamt           |
| ---------------- | ---------------------- | ---------------- | ---------------- | ---------------- | ---------------- |
| 1                | Vereinigte Staaten     | 12               | 6                | 7                | 25               |
| 2                | Russland               | 4                | 4                | 2                | 10               |
| 3                | Spanien                | 4                | 2                | 2                | 8                |
| 4                | Volksrepublik China    | 3                | 5                | 6                | 14               |
| 5                | Frankreich             | 3                | 3                | 2                | 8                |
| 6                | Niederlande            | 3                | 2                | 1                | 6                |
| 7                | Brasilien              | 3                | 1                | 4                | 8                |
| 8                | Südafrika              | 2                | 1                | -                | 3                |
| 9                | Australien             | 1                | 7                | 3                | 11               |
| 10               | Tunesien               | 1                | 1                | 2                | 4                |
| 11               | Deutschland            | 1                | 1                | 1                | 3                |
|                  | Schweden               | 1                | 1                | 1                | 3                |
| 13               | Venezuela              | 1                | 1                | -                | 2                |
| 14               | Japan                  | 1                | -                | -                | 1                |
| 15               | Dänemark               | -                | 1                | 2                | 3                |
|                  | Ungarn                 | -                | 1                | 2                | 3                |
| 17               | Österreich             | -                | 1                | 1                | 2                |
|                  | Italien                | -                | 1                | 1                | 2                |
| 19               | Vereinigtes Königreich | -                | 1                | -                | 1                |
|                  | Ukraine                | -                | 1                | -                | 1                |
| 21               | Bahamas                | -                | -                | 1                | 1                |
|                  | Norwegen               | -                | -                | 1                | 1                |
| Total            | Total                  | 40               | 41               | 39               | 120              |

Die Kurzbahnweltmeisterschaften 2010 im Schwimmen fanden vom 15. bis 19. Dezember 2010 in Dubai in den Vereinigten Arabischen Emiraten statt und wurden vom internationalen Schwimmverband FINA veranstaltet.
An den Weltmeisterschaften nahmen circa 780 Athleten aus 148 Nationen teil. Austragungsort war der Hamdan bin Mohammed bin Rashid Sports Complex. Die neu entstandene Sportarena bot während der Wettkämpfe 10.000 Zuschauern Platz.
Erfolgreichster Schwimmer bei den Weltmeisterschaften war Ryan Lochte mit sechs Gold- und einer Silbermedaille. Er erzielte über 200 und 400 Meter Lagen einen neuen Weltrekord. Ihm gelang damit der erste Einzel-Weltrekord seit dem Verbot der Schwimmanzüge. Bei den Frauen waren Mireia Belmonte García und Rebecca Soni mit jeweils drei Gold- und einer Silbermedaille die erfolgreichsten Schwimmerinnen. Insgesamt wurden bei den Weltmeisterschaften vier Weltrekorde gebrochen und bei 30 der 40 ausgetragenen Wettbewerbe Weltmeisterschaftsrekorde aufgestellt.
Die deutsche Mannschaft war mit elf Athleten an den Wettkämpfen vertreten, vier Frauen und sieben Männer. Die Weltmeisterschaften begannen aus deutscher Sicht zunächst enttäuschend. Steffen Deibler schied über 100 Meter Schmetterling – wegen seiner Weltjahresbestzeit als Mitfavorit gehandelt – bereits im Vorlauf aus. Paul Biedermann erreichte über 200 Meter Freistil nur Platz 5. Mit drei Medaillen (Gold von Paul Biedermann über 400 m Freistil, Silber von Markus Deibler über 100 m Lagen und Bronze von Steffen Deibler über 50 m Schmetterling) wurde schließlich aber die Mindestvorgabe des DSV noch erreicht.

## Zeichenerklärung
- WR – Weltrekord
- ER – Europarekord
- CR – Weltmeisterschaftsrekord (Championship Record)

## Schwimmen Männer

### Freistil

#### 50 m Freistil
Finale am 17. Dezember
| Platz | Land               | Athlet             | Zeit     |
| ----- | ------------------ | ------------------ | -------- |
| 1     | Brasilien          | César Cielo Filho  | 20,51 CR |
| 2     | Frankreich         | Frédérick Bousquet | 20,81    |
| 3     | Vereinigte Staaten | Josh Schneider     | 20,88    |
| 4     | Deutschland        | Steffen Deibler    | 20,97    |
| 5     | Italien            | Marco Orsi         | 21,00    |
| 6     | Frankreich         | Alain Bernard      | 21,20    |
| 7     | Russland           | Sergei Fessikow    | 21,23    |
| 8     | Italien            | Luca Dotto         | 21,37    |

- Martin Spitzer belegte mit 22,00 s im Vorlauf Platz 25.

#### 100 m Freistil
Finale am 19. Dezember
| Platz | Land               | Athlet            | Zeit     |
| ----- | ------------------ | ----------------- | -------- |
| 1     | Brasilien          | César Cielo Filho | 45,74 CR |
| 2     | Frankreich         | Fabien Gilot      | 45,97    |
| 3     | Russland           | Nikita Lobinzew   | 46,35    |
| 4     | Frankreich         | Alain Bernard     | 46,37    |
| 5     | Australien         | Matthew Abood     | 46,40    |
| 6     | Vereinigte Staaten | Nathan Adrian     | 46,44    |
| 7     | Italien            | Luca Dotto        | 46,68    |
| 8     | Schweden           | Stefan Nystrand   | 46,81    |

- Dominik Meichtry belegte mit 48,29 s im Vorlauf Platz 23.

#### 200 m Freistil
Finale am 15. Dezember
| Platz | Land               | Athlet             | Zeit       |
| ----- | ------------------ | ------------------ | ---------- |
| 1     | Vereinigte Staaten | Ryan Lochte        | 1:41,08 CR |
| 2     | Russland           | Danila Isotow      | 1:41,70    |
| 3     | Tunesien           | Oussama Mellouli   | 1:42,02    |
| 4     | Russland           | Nikita Lobinzew    | 1:42,03    |
| 5     | Deutschland        | Paul Biedermann    | 1:42,19    |
| 6     | Polen              | Paweł Korzeniowski | 1:42,73    |
| 7     | Australien         | Tommaso D’Orsogna  | 1:42,96    |
| 8     | Cayman Islands     | Shaune Fraser      | 1:43,91    |

- Markus Rogan belegte mit 1:44,00 min im Vorlauf Platz 13.
- Christian Scherübl belegte mit 1:48,95 min im Vorlauf Platz 32.

#### 400 m Freistil
Finale am 17. Dezember
| Platz | Land               | Athlet            | Zeit    |
| ----- | ------------------ | ----------------- | ------- |
| 1     | Deutschland        | Paul Biedermann   | 3:37,06 |
| 2     | Russland           | Nikita Lobinzew   | 3:37,84 |
| 3     | Tunesien           | Oussama Mellouli  | 3:38,17 |
| 4     | Vereinigte Staaten | Peter Vanderkaay  | 3:38,44 |
| 5     | Dänemark           | Mads Glæsner      | 3:38,56 |
| 6     | Frankreich         | Sébastien Rouault | 3:40,07 |
| 6     | Frankreich         | Yannick Agnel     | 3:40,07 |
| 8     | Tunesien           | Ahmed Mathlouthi  | 3:40,33 |

- Dominik Meichtry belegte mit 3:41,85 min im Vorlauf Platz 10.
- Christian Scherübl belegte mit 3:47,54 min im Vorlauf Platz 25.

#### 1500 m Freistil
Finale am 19. Dezember
| Platz | Land               | Athlet               | Zeit     |
| ----- | ------------------ | -------------------- | -------- |
| 1     | Tunesien           | Oussama Mellouli     | 14:24,16 |
| 2     | Dänemark           | Mads Glæsner         | 14:29,52 |
| 3     | Ungarn             | Gergely Gyurta       | 14:31,47 |
| 4     | Italien            | Federico Colbertaldo | 14:33,92 |
| 5     | Vereinigte Staaten | Peter Vanderkaay     | 14:35,25 |
| 6     | Frankreich         | Sébastien Rouault    | 14:42,79 |
| 7     | Tunesien           | Ahmed Mathlouthi     | 14:43,25 |
| 8     | Brasilien          | Lucas Kanieski       | 14:45,51 |

- Christian Scherübl belegte mit 15:12,63 min Platz 19.

### Schmetterling

#### 50 m Schmetterling
Finale am 18. Dezember
| Platz | Land        | Athlet             | Zeit     |
| ----- | ----------- | ------------------ | -------- |
| 1     | Venezuela   | Albert Subirats    | 22,40 CR |
| 2     | Ukraine     | Andrij Howorow     | 22,43    |
| 3     | Deutschland | Steffen Deibler    | 22,44    |
| 4     | Brasilien   | Nicholas Santos    | 22,45    |
| 5     | Australien  | Geoff Huegill      | 22,75    |
| 6     | Spanien     | Rafael Muñoz Pérez | 22,77    |
| 7     | Japan       | Masayuki Kishida   | 22,79    |
| 8     | Brasilien   | Glauber Silva      | 22,87    |

- Martin Spitzer belegte mit 23,48 s im Vorlauf Platz 22.

#### 100 m Schmetterling
Finale am 16. Dezember
| Platz | Land        | Athlet               | Zeit  |
| ----- | ----------- | -------------------- | ----- |
| 1     | Russland    | Jewgeni Korotyschkin | 50,23 |
| 2     | Venezuela   | Albert Subirats      | 50,24 |
| 3     | Brasilien   | Kaio de Almeida      | 50,33 |
| 4     | Japan       | Masayuki Kishida     | 50,64 |
| 5     | Polen       | Konrad Czerniak      | 50,75 |
| 6     | Niederlande | Joeri Verlinden      | 50,78 |
| 7     | Kenia       | Jason Dunford        | 50,79 |
| 8     | Slowenien   | Peter Mankoč         | 50,85 |

- Benjamin Starke belegte mit 51,55 s im Vorlauf Platz 18.
- Steffen Deibler – der vor den Weltmeisterschaften mit 49,95 s die Weltjahresbestleistung hielt und zu den Favoriten gezählt wurde – belegte mit 51,72 s im Vorlauf nur Platz 21.
- Dinko Jukić belegte mit 52,32 s im Vorlauf Platz 29.
- Martin Spitzer belegte mit 52,78 s im Vorlauf Platz 37.

#### 200 m Schmetterling
Finale am 19. Dezember
| Platz | Land                | Athlet                    | Zeit    |
| ----- | ------------------- | ------------------------- | ------- |
| 1     | Südafrika           | Chad Guy Bertrand Le Clos | 1:51,56 |
| 2     | Brasilien           | Kaio de Almeida           | 1:51,61 |
| 3     | Ungarn              | László Cseh               | 1:51,67 |
| 4     | Australien          | Chris Wright              | 1:51,85 |
| 5     | Volksrepublik China | Wu Peng                   | 1:51,92 |
| 6     | Polen               | Marcin Cieślak            | 1:53,09 |
| 7     | Vereinigte Staaten  | Robert Bollier            | 1:53,61 |
| 7     | Australien          | Jayden Hadler             | 1:53,61 |

### Rücken

#### 50 m Rücken
Finale am 18. Dezember
| Platz | Land                | Athlet                  | Zeit     |
| ----- | ------------------- | ----------------------- | -------- |
| 1     | Russland            | Stanislaw Donez         | 22,93 CR |
| 2     | Volksrepublik China | Sun Xiaolei             | 23,13    |
| 2     | Spanien             | Aschwin Wildeboer Faber | 23,13    |
| 4     | Frankreich          | Camille Lacourt         | 23,16    |
| 5     | Vereinigte Staaten  | Nicholas Thoman         | 23,28    |
| 6     | Brasilien           | Guilherme Guido         | 23,39    |
| 7     | Frankreich          | Jérémy Stravius         | 23,53    |
| 8     | Australien          | Benjamin Treffers       | 23,68    |

- Stefan Herbst belegte mit 24,01 s im Halbfinale Platz 14.

#### 100 m Rücken
Finale am 16. Dezember
| Platz | Land               | Athlet                  | Zeit     |
| ----- | ------------------ | ----------------------- | -------- |
| 1     | Russland           | Stanislaw Donez         | 49,07 CR |
| 2     | Frankreich         | Camille Lacourt         | 49,80    |
| 3     | Spanien            | Aschwin Wildeboer Faber | 50,04    |
| 4     | Vereinigte Staaten | Nicholas Thoman         | 50,38    |
| 5     | Japan              | Ryōsuke Irie            | 50,55    |
| 6     | Vereinigte Staaten | David Plummer           | 50,59    |
| 7     | Frankreich         | Jérémy Stravius         | 50,79    |
| 8     | Brasilien          | Guilherme Guido         | 50,91    |

- Stefan Herbst belegte mit 52,50 s im Vorlauf Platz 20.

#### 200 m Rücken
Finale am 19. Dezember
| Platz | Land               | Athlet                  | Zeit       |
| ----- | ------------------ | ----------------------- | ---------- |
| 1     | Vereinigte Staaten | Ryan Lochte             | 1:46,68 CR |
| 2     | Vereinigte Staaten | Tyler Clary             | 1:49,09    |
| 3     | Österreich         | Markus Rogan            | 1:49,96    |
| 4     | Spanien            | Aschwin Wildeboer Faber | 1:50,01    |
| 5     | Japan              | Ryōsuke Irie            | 1:50,18    |
| 6     | Polen              | Radosław Kawęcki        | 1:50,90    |
| 7     | Kanada             | Jake Tapp               | 1:52,56    |
|       | Italien            | Damiano Lestingi        | DSQ        |

### Brust

#### 50 m Brust
Finale am 19. Dezember
| Platz | Land               | Athlet                | Zeit     |
| ----- | ------------------ | --------------------- | -------- |
| 1     | Brasilien          | Felipe França Silva   | 25,95 CR |
| 2     | Südafrika          | Cameron van der Burgh | 26,03    |
| 3     | Norwegen           | Aleksander Hetland    | 26,29    |
| 4     | Südafrika          | Roland Schoeman       | 26,41    |
| 5     | Vereinigte Staaten | Michail Aleksandrow   | 26,44    |
| 6     | Niederlande        | Robin van Aggele      | 26,50    |
| 7     | Russland           | Aleksandr Triznov     | 26,71    |
|       | Italien            | Fabio Scozzoli        | DSQ      |

- Hendrik Feldwehr belegte mit 26,90 s im Halbfinale Platz 15.

#### 100 m Brust
Finale am 16. Dezember
| Platz | Land               | Athlet                | Zeit     |
| ----- | ------------------ | --------------------- | -------- |
| 1     | Südafrika          | Cameron van der Burgh | 56,80 CR |
| 2     | Italien            | Fabio Scozzoli        | 57,13    |
| 3     | Brasilien          | Felipe França Silva   | 57,39    |
| 4     | Vereinigte Staaten | Michail Aleksandrow   | 57,42    |
| 5     | Australien         | Brenton Rickard       | 57,79    |
| 6     | Ungarn             | Dániel Gyurta         | 58,16    |
| 7     | Kasachstan         | Vladislav Polyakov    | 58,66    |
|       | Japan              | Naoya Tomita          | DSQ      |

- Hendrik Feldwehr belegte in 58,97 s im Vorlauf Platz 17.
- Marco Koch belegte in 59,02 s im Vorlauf Platz 18.

#### 200 m Brust
Finale am 17. Dezember
| Platz | Land               | Athlet               | Zeit       |
| ----- | ------------------ | -------------------- | ---------- |
| 1     | Japan              | Naoya Tomita         | 2:03,12 CR |
| 2     | Ungarn             | Dániel Gyurta        | 2:03,47    |
| 3     | Australien         | Brenton Rickard      | 2:04,33    |
| 4     | Deutschland        | Marco Koch           | 2:05,15    |
| 4     | Südafrika          | Neil Robert Versfeld | 2:05,15    |
| 6     | Russland           | Grigori Falko        | 2:05,28    |
| 7     | Frankreich         | Hugues Duboscq       | 2:05,68    |
| 8     | Vereinigte Staaten | Eric Shanteau        | 2:05,86    |

### Lagen

#### 100 m Lagen
Finale am 19. Dezember
| Platz | Land                | Athlet             | Zeit  |
| ----- | ------------------- | ------------------ | ----- |
| 1     | Vereinigte Staaten  | Ryan Lochte        | 50,86 |
| 2     | Deutschland         | Markus Deibler     | 51,69 |
| 3     | Russland            | Sergei Fessikow    | 51,81 |
| 4     | Trinidad und Tobago | George Bovell      | 51,97 |
| 5     | Australien          | Kenneth To         | 52,20 |
| 6     | Japan               | Takurō Fujii       | 52,36 |
| 7     | Kanada              | Jake Tapp          | 52,97 |
| 8     | Brasilien           | Henrique Rodrigues | 53,69 |

- Martin Spitzer belegte mit 54,33 s im Vorlauf Platz 22.

#### 200 m Lagen
Finale am 17. Dezember
| Platz | Land               | Athlet              | Zeit       |
| ----- | ------------------ | ------------------- | ---------- |
| 1     | Vereinigte Staaten | Ryan Lochte         | 1:50,08 WR |
| 2     | Österreich         | Markus Rogan        | 1:52,90    |
| 3     | Vereinigte Staaten | Tyler Clary         | 1:53,56    |
| 4     | Brasilien          | Henrique Rodrigues  | 1:54,20    |
| 5     | Litauen            | Vytautas Janušaitis | 1:54,79    |
| 6     | Australien         | Kenneth To          | 1:55,64    |
| 7     | Österreich         | Dinko Jukić         | 1:56,51    |
| 8     | Australien         | Tommaso D’Orsogna   | 1:57,12    |

#### 400 m Lagen
Finale am 16. Dezember
| Platz | Land               | Athlet                    | Zeit       |
| ----- | ------------------ | ------------------------- | ---------- |
| 1     | Vereinigte Staaten | Ryan Lochte               | 3:55,50 WR |
| 2     | Tunesien           | Oussama Mellouli          | 3:57,40    |
| 3     | Vereinigte Staaten | Tyler Clary               | 3:57,56    |
| 4     | Ungarn             | Dávid Verrasztó           | 4:02,73    |
| 5     | Südafrika          | Chad Guy Bertrand Le Clos | 4:03,74    |
| 6     | Ungarn             | László Cseh               | 4:04,93    |
| 7     | Israel             | Gal Nevo                  | 4:05,26    |
| 8     | Russland           | Alexander Tichonow        | 4:06,39    |

### Staffel

#### Staffel 4 × 100 m Freistil
Finale am 15. Dezember
| Platz | Land                | Athletinnen                                                                    | Zeit          |
| ----- | ------------------- | ------------------------------------------------------------------------------ | ------------- |
| 1     | Frankreich          | - Alain Bernard - Frédérick Bousquet - Fabien Gilot - Yannick Agnel            | 3:04,78 CR ER |
| 2     | Russland            | - Jewgeni Lagunow - Sergei Fessikow - Nikita Lobinzew - Danila Isotow          | 3:04,82       |
| 3     | Brasilien           | - Nicholas Santos - César Cielo Filho - Marcelo Chierighini - Nicolas Oliveira | 3:05,74       |
| 4     | Vereinigte Staaten  | - Nathan Adrian - Garrett Weber-Gale - Ricky Berens - Ryan Lochte              | 3:06,10       |
| 5     | Australien          | - James Magnussen - Matthew Abood - Kyle Richardson - Tommaso D’Orsogna        | 3:06,18       |
| 6     | Italien             | - Luca Dotto - Marco Orsi - Luca Leonardi - Filippo Magnini                    | 3:06,56       |
| 7     | Volksrepublik China | - Shi Tengfei - Jiang Haiqi - Shi Runqiang - Lu Zhiwu                          | 3:11,03       |
| 8     | Schweden            | - Stefan Nystrand - Robin Andreasson - Simon Sjödin - Lars Frölander           | 3:11,29       |

#### Staffel 4 × 200 m Freistil
Finale am 16. Dezember
| Platz | Land                | Athletinnen                                                                | Zeit       |
| ----- | ------------------- | -------------------------------------------------------------------------- | ---------- |
| 1     | Russland            | - Nikita Lobinzew - Danila Isotow - Jewgeni Lagunow - Alexander Suchorukow | 6:49,04 WR |
| 2     | Vereinigte Staaten  | - Peter Vanderkaay - Ryan Lochte - Garrett Weber-Gale - Ricky Berens       | 6:49,58    |
| 3     | Frankreich          | - Yannick Agnel - Fabien Gilot - Clément Lefert - Jérémy Stravius          | 6:53,05    |
| 4     | Deutschland         | - Paul Biedermann - Markus Deibler - Stefan Herbst - Benjamin Starke       | 6:54,12    |
| 5     | Australien          | - Tommaso D’Orsogna - Patrick Murphy - Mitchell Dixon - Kyle Richardson    | 6:57,41    |
| 6     | Volksrepublik China | - Jiang Haiqi - Zhang Zhongchao - Jiang Yuhui - Dai Jun                    | 7:02,14    |
| 7     | Tschechien          | - Jan Šefl - Michal Rubacek - Martin Verner - Květoslav Svoboda            | 7:04,42    |
| 8     | Brasilien           | - Rodrigo Castro - Fernando Santos - Nicolas Oliveira - Lucas Kanieski     | 7:06,19    |

#### Staffel 4 × 100 m Lagen
Finale am 19. Dezember
| Platz | Land                | Athlet                                                                             | Zeit       |
| ----- | ------------------- | ---------------------------------------------------------------------------------- | ---------- |
| 1     | Vereinigte Staaten  | - Nicholas Thoman - Michail Aleksandrow - Ryan Lochte - Garrett Weber-Gale         | 3:20,99 CR |
| 2     | Russland            | - Stanislaw Donez - Stanislaw Lakhtyukhov - Jewgeni Korotyschkin - Nikita Lobinzew | 3:21,61    |
| 3     | Brasilien           | - Guilherme Guido - Felipe França Silva - Kaio de Almeida - César Cielo Filho      | 3:23,12    |
| 4     | Frankreich          | - Camille Lacourt - Hugues Duboscq - Frédérick Bousquet - Fabien Gilot             | 3:23,60    |
| 5     | Australien          | - Benjamin Treffers - Brenton Rickard - Geoff Huegill - Matthew Abood              | 3:24,46    |
| 6     | Japan               | - Ryōsuke Irie - Tomita Naoya - Masayuki Kishida - Takurō Fujii                    | 3:25,67    |
| 7     | Deutschland         | - Stefan Herbst - Hendrik Feldwehr - Benjamin Starke - Steffen Deibler             | 3:26,05    |
| 8     | Volksrepublik China | - Cheng Feiyi - Wang Shuai - Chen Weiwu - Lu Zhiwu                                 | 3:27,47    |

- Stanislaw Donez stellte als Startschwimmer der russischen Staffel in 48,95 s einen neuen Europarekord über 100 Meter Rücken auf und blieb dabei nur eine Hundertstelsekunde über dem bestehenden Weltrekord.

## Schwimmen Frauen

### Freistil

#### 50 m Freistil
Finale am 19. Dezember
| Platz | Land                | Athlet                     | Zeit  |
| ----- | ------------------- | -------------------------- | ----- |
| 1     | Niederlande         | Ranomi Kromowidjojo        | 23,37 |
| 2     | Niederlande         | Hinkelien Schreuder        | 23,81 |
| 3     | Bahamas             | Arianna Vanderpool-Wallace | 24,04 |
| 4     | Vereinigte Staaten  | Jessica Hardy              | 24,04 |
| 5     | Estland             | Triin Aljand               | 24,16 |
| 6     | Volksrepublik China | Li Zhesi                   | 24,18 |
| 7     | Kanada              | Victoria Poon              | 24,19 |
| 8     | Deutschland         | Dorothea Brandt            | 24,21 |

#### 100 m Freistil
Finale am 17. Dezember
| Platz | Land               | Athlet              | Zeit     |
| ----- | ------------------ | ------------------- | -------- |
| 1     | Niederlande        | Ranomi Kromowidjojo | 51,45 CR |
| 2     | Niederlande        | Femke Heemskerk     | 52,18    |
| 3     | Vereinigte Staaten | Natalie Coughlin    | 52,25    |
| 4     | Frankreich         | Camille Muffat      | 52,41    |
| 5     | Kanada             | Victoria Poon       | 52,51    |
| 6     | Australien         | Marieke Guehrer     | 52,81    |
| 7     | Vereinigte Staaten | Dana Vollmer        | 52,95    |
| 8     | Australien         | Emma McKeon         | 53,10    |

- Daniela Schreiber belegte mit 53,33 s im Halbfinale Platz 11.
- Silke Lippok belegte mit 53,49 s im Halbfinale Platz 12.

#### 200 m Freistil
Finale am 19. Dezember
| Platz | Land                | Athlet              | Zeit       |
| ----- | ------------------- | ------------------- | ---------- |
| 1     | Frankreich          | Camille Muffat      | 1:52,29 CR |
| 2     | Vereinigte Staaten  | Katie Hoff          | 1:52,91    |
| 3     | Australien          | Kylie Palmer        | 1:52,96    |
| 4     | Volksrepublik China | Tang Yi             | 1:53,07    |
| 5     | Australien          | Blair Evans         | 1:55,03    |
| 6     | Ungarn              | Evelin Verrasztó    | 1:55,06    |
| 7     | Italien             | Federica Pellegrini | 1:55,24    |
| 8     | Vereinigte Staaten  | Dana Vollmer        | 1:56,73    |

- Silke Lippok belegte mit 1:55,58 min im Vorlauf Platz 10.
- Daniela Schreiber belegte mit 1:57,38 min im Vorlauf Platz 21.

#### 400 m Freistil
Finale am 17. Dezember
| Platz | Land                | Athlet                  | Zeit       |
| ----- | ------------------- | ----------------------- | ---------- |
| 1     | Vereinigte Staaten  | Katie Hoff              | 3:57,07 CR |
| 2     | Australien          | Kylie Palmer            | 3:58,39    |
| 3     | Italien             | Federica Pellegrini     | 3:59,52    |
| 4     | Vereinigte Staaten  | Chloe Sutton            | 4:00,05    |
| 5     | Frankreich          | Coralie Balmy           | 4:00,14    |
| 6     | Volksrepublik China | Li Xuanxu               | 4:02,38    |
| 7     | Spanien             | Erika Villaécija García | 4:02,69    |
| 8     | Spanien             | Patricia Castro Ortega  | 4:04,85    |

#### 800 m Freistil
Finale am 16. Dezember
| Platz | Land                | Athlet                  | Zeit    |
| ----- | ------------------- | ----------------------- | ------- |
| 1     | Spanien             | Erika Villaécija García | 8:11,61 |
| 2     | Spanien             | Mireia Belmonte García  | 8:12,48 |
| 3     | Vereinigte Staaten  | Kate Ziegler            | 8:12,84 |
| 4     | Dänemark            | Lotte Friis             | 8:14,22 |
| 5     | Volksrepublik China | Chen Qian               | 8:16,11 |
| 6     | Australien          | Blair Evans             | 8:16,52 |
| 7     | Vereinigte Staaten  | Chloe Sutton            | 8:16,54 |
| 8     | Frankreich          | Coralie Balmy           | 8:16,73 |

### Schmetterling

#### 50 m Schmetterling
Finale am 17. Dezember
| Platz | Land                | Athlet             | Zeit     |
| ----- | ------------------- | ------------------ | -------- |
| 1     | Schweden            | Therese Alshammar  | 24,87 CR |
| 2     | Australien          | Felicity Galvez    | 24,90    |
| 3     | Dänemark            | Jeanette Ottesen   | 25,24    |
| 4     | Volksrepublik China | Lu Ying            | 25,34    |
| 5     | Niederlande         | Inge Dekker        | 25,48    |
| 6     | Estland             | Triin Aljand       | 25,61    |
| 7     | Vereinigte Staaten  | Christine Magnuson | 25,74    |
| 8     | Australien          | Marieke Guehrer    | 25,96    |

- Melanie Schweiger belegte mit 26,54 s im Vorlauf Platz 17.
- Fabienne Nadarajah belegte mit 26,87 s im Vorlauf Platz 24.

#### 100 m Schmetterling
Finale am 19. Dezember
| Platz | Land                | Athlet             | Zeit     |
| ----- | ------------------- | ------------------ | -------- |
| 1     | Australien          | Felicity Galvez    | 55,43 CR |
| 2     | Schweden            | Therese Alshammar  | 55,73    |
| 3     | Vereinigte Staaten  | Dana Vollmer       | 56,25    |
| 4     | Volksrepublik China | Liu Zige           | 56,61    |
| 5     | Volksrepublik China | Lu Ying            | 56,62    |
| 6     | Dänemark            | Jeanette Ottesen   | 56,67    |
| 7     | Vereinigte Staaten  | Christine Magnuson | 56,98    |
| 8     | Niederlande         | Inge Dekker        | 57,46    |

- Melanie Schweiger belegte mit 59,07 s im Vorlauf Platz 25.
- Lisa Zaiser belegte mit 1:00,29 min im Vorlauf Platz 33.

#### 200 m Schmetterling
Finale am 15. Dezember
| Platz | Land                   | Athlet                 | Zeit       |
| ----- | ---------------------- | ---------------------- | ---------- |
| 1     | Spanien                | Mireia Belmonte Garcia | 2:03,59 CR |
| 2     | Vereinigtes Königreich | Jemma Lowe             | 2:03,94    |
| 3     | Schweden               | Petra Granlund         | 2:04,38    |
| 4     | Ungarn                 | Katinka Hosszú         | 2:04,68    |
| 5     | Volksrepublik China    | Liu Zige               | 2:04,78    |
| 6     | Australien             | Felicity Galvez        | 2:04,98    |
| 7     | Kanada                 | Audrey Lacroix         | 2:06,52    |
| 8     | Italien                | Alessia Polieri        | 2:06,98    |

- Martina van Berkel belegte mit 2:08,01 min im Vorlauf Platz 14.

### Rücken

#### 50 m Rücken
Finale am 19. Dezember
| Platz | Land                | Athlet                 | Zeit     |
| ----- | ------------------- | ---------------------- | -------- |
| 1     | Volksrepublik China | Zhao Jing              | 26,27 CR |
| 2     | Australien          | Rachel Goh             | 26,54    |
| 3     | Spanien             | Mercedes Peris         | 26,80    |
| 4     | Japan               | Miyuki Takemura        | 26,91    |
| 5     | Volksrepublik China | Gao Chang              | 27,00    |
| 6     | Russland            | Anastassija Sujewa     | 27,01    |
| 7     | Belarus             | Aleksandra Gerasimenya | 27,02    |
| 8     | Brasilien           | Fabiola Molina         | 27,67    |

- Fabienne Nadarajah belegte mit 27,48 s im Halbfinale Platz 13.

#### 100 m Rücken
Finale am 16. Dezember
| Platz | Land                | Athlet                 | Zeit     |
| ----- | ------------------- | ---------------------- | -------- |
| 1     | Vereinigte Staaten  | Natalie Coughlin       | 56,08 CR |
| 2     | Volksrepublik China | Zhao Jing              | 56,18    |
| 3     | Volksrepublik China | Gao Chang              | 56,21    |
| 4     | Vereinigte Staaten  | Melissa Franklin       | 56,92    |
| 5     | Australien          | Rachel Goh             | 57,36    |
| 6     | Russland            | Anastassija Sujewa     | 57,67    |
| 7     | Spanien             | Mercedes Peris         | 57,87    |
| 8     | Belarus             | Aleksandra Gerasimenya | 58,48    |

#### 200 m Rücken
Finale am 17. Dezember
| Platz | Land                | Athlet                | Zeit    |
| ----- | ------------------- | --------------------- | ------- |
| 1     | Frankreich          | Alexianne Castel      | 2:01,67 |
| 2     | Vereinigte Staaten  | Melissa Franklin      | 2:02,01 |
| 3     | Volksrepublik China | Zhou Yanxin           | 2:03,22 |
| 4     | Ukraine             | Daryna Sewina         | 2:03,61 |
| 5     | Niederlande         | Sharon van Rouwendaal | 2:04,10 |
| 6     | Tschechien          | Simona Baumrtová      | 2:06,05 |
| 7     | Vereinigte Staaten  | Madison White         | 2:06,23 |
| 8     | Ungarn              | Zsuzsanna Jakabos     | 2:06,74 |

- Martina van Berkel belegte mit 2:12,57 min im Vorlauf Platz 18.

### Brust

#### 50 m Brust
Finale am 16. Dezember
| Platz | Land                | Athlet               | Zeit  |
| ----- | ------------------- | -------------------- | ----- |
| 1     | Vereinigte Staaten  | Rebecca Soni         | 29,83 |
| 2     | Australien          | Leiston Pickett      | 29,84 |
| 3     | Volksrepublik China | Zhao Jin             | 29,90 |
| 4     | Russland            | Julija Jefimowa      | 29,99 |
| 5     | Deutschland         | Dorothea Brandt      | 30,19 |
| 6     | Jamaika             | Alia Shanee Atkinson | 30,22 |
| 7     | Volksrepublik China | Wang Randi           | 30,26 |
| 8     | Australien          | Sarah Katsoulis      | 30,34 |

- Stephanie Spahn belegte mit 31,52 s im Vorlauf Platz 18.
- Caroline Reitshammer belegte mit 31,58 s im Vorlauf Platz 19.

#### 100 m Brust
Finale am 18. Dezember
| Platz | Land                | Athlet                | Zeit       |
| ----- | ------------------- | --------------------- | ---------- |
| 1     | Vereinigte Staaten  | Rebecca Soni          | 1:03,98 CR |
| 2     | Australien          | Leisel Jones          | 1:04,26    |
| 3     | Volksrepublik China | Ji Liping             | 1:04,79    |
| 4     | Dänemark            | Rikke Møller Pedersen | 1:04,80    |
| 5     | Schweden            | Jennie Johansson      | 1:05,31    |
| 6     | Australien          | Sarah Katsoulis       | 1:05,43    |
| 7     | Russland            | Julija Jefimowa       | 1:05,50    |
| 8     | Niederlande         | Moniek Nijhuis        | 1:05,99    |

- Caroline Reitshammer belegte mit 1:08,40 min im Vorlauf Platz 21.
- Stephanie Spahn belegte mit 1:09,02 min im Vorlauf Platz 25.

#### 200 m Brust
Finale am 19. Dezember
| Platz | Land                | Athlet                | Zeit       |
| ----- | ------------------- | --------------------- | ---------- |
| 1     | Vereinigte Staaten  | Rebecca Soni          | 2:16,39 CR |
| 2     | Volksrepublik China | Sun Ye                | 2:18,09    |
| 3     | Dänemark            | Rikke Møller Pedersen | 2:18,82    |
| 4     | Russland            | Julija Jefimowa       | 2:19,69    |
| 5     | Kanada              | Martha McCabe         | 2:20,61    |
| 6     | Volksrepublik China | Ji Liping             | 2:21,05    |
| 7     | Japan               | Rie Kanetō            | 2:22,11    |
| 8     | Jamaika             | Alia Shanee Atkinson  | 2:25,49    |

- Caroline Reitshammer belegte mit 2:31,88 min im Vorlauf Platz 24.

### Lagen

#### 100 m Lagen
Finale am 16. Dezember
| Platz | Land               | Athlet              | Zeit    |
| ----- | ------------------ | ------------------- | ------- |
| 1     | Vereinigte Staaten | Ariana Kukors       | 58,95   |
| 2     | Australien         | Kotuku Ngawati      | 59,27   |
| 3     | Niederlande        | Hinkelien Schreuder | 59,53   |
| 4     | Estland            | Jane Trepp          | 59,85   |
| 5     | Deutschland        | Theresa Michalak    | 59,97   |
| 6     | Ungarn             | Evelin Verrasztó    | 1:00,19 |
| 7     | Vereinigte Staaten | Melissa Franklin    | 1:00,75 |
| 8     | Italien            | Francesca Segat     | 1:01,29 |

- Lisa Zaiser belegte in 1:02,22 min im Vorlauf Platz 26.
- Melanie Schweiger belegte in 1:02,65 min im Vorlauf Platz 29.
- Caroline Reitshammer belegte mit 1:03,48 min im Vorlauf Platz 38.

#### 200 m Lagen
Finale am 18. Dezember
| Platz | Land                | Athlet                 | Zeit       |
| ----- | ------------------- | ---------------------- | ---------- |
| 1     | Spanien             | Mireia Belmonte García | 2:05,73 CR |
| 2     | Volksrepublik China | Ye Shiwen              | 2:05,94    |
| 3     | Vereinigte Staaten  | Ariana Kukors          | 2:06,09    |
| 4     | Ungarn              | Katinka Hosszú         | 2:06,88    |
| 5     | Ungarn              | Evelin Verrasztó       | 2:07,81    |
| 6     | Italien             | Francesca Segat        | 2:08,38    |
| 6     | Vereinigte Staaten  | Melissa Franklin       | 2:08,38    |
| 8     | Australien          | Kotuku Ngawati         | 2:09,32    |

- Theresa Michalak belegte mit 2:11,48 min im Vorlauf Platz 11.
- Lisa Zaiser belegte mit 2:16,74 min im Vorlauf Platz 23.

#### 400 m Lagen
Finale am 15. Dezember
| Platz | Land                   | Athlet                 | Zeit          |
| ----- | ---------------------- | ---------------------- | ------------- |
| 1     | Spanien                | Mireia Belmonte Garcia | 4:24,21 CR ER |
| 2     | Volksrepublik China    | Ye Shiwen              | 4:24,55       |
| 3     | Volksrepublik China    | Li Xuanxu              | 4:29,05       |
| 4     | Vereinigtes Königreich | Hannah Miley           | 4:29,77       |
| 5     | Ungarn                 | Zsuzsanna Jakabos      | 4:30,44       |
| 6     | Vereinigte Staaten     | Ariana Kukors          | 4:31,01       |
| 7     | Tschechien             | Barbora Závadová       | 4:35,01       |
| 8     | Japan                  | Maiko Fujino           | 4:36,16       |

### Staffel

#### Staffel 4 × 100 m Freistil
Finale am 18. Dezember
| Platz | Land                | Athlet                                                                                  | Zeit       |
| ----- | ------------------- | --------------------------------------------------------------------------------------- | ---------- |
| 1     | Niederlande         | - Femke Heemskerk - Inge Dekker - Hinkelien Schreuder - Ranomi Kromowidjojo             | 3:28,54 CR |
| 2     | Vereinigte Staaten  | - Natalie Coughlin - Katie Hoff - Jessica Hardy - Dana Vollmer                          | 3:29,34    |
| 3     | Volksrepublik China | - Tang Yi - Zhu Qianwei - Pang Jiaying - Li Zhesi                                       | 3:29,81    |
| 4     | Australien          | - Emma McKeon - Felicity Galvez - Kotuku Ngawati - Marieke Guehrer                      | 3:30,92    |
| 5     | Schweden            | - Therese Alshammar - Sarah Sjöström - Ida Marko-Varga - Petra Granlund                 | 3:31,97    |
| 6     | Kanada              | - Victoria Poon - Genevieve Saumur - Sinead Russell - Amanda Reason                     | 3:33,92    |
| 7     | Russland            | - Margarita Nesterowa - Weronika Popowa - Swetlana Fedulowa - Jelena Sokolowa           | 3:35,58    |
| 8     | Brasilien           | - Tatiana Lemos-Barbosa - Flavia Delaroli-Cazziolato - Michelle Lenhardt - Julyana Kury | 3:35,95    |

#### Staffel 4 × 200 m Freistil
Finale am 15. Dezember
| Platz | Land                | Athletinnen                                                                    | Zeit        |
| ----- | ------------------- | ------------------------------------------------------------------------------ | ----------- |
| 1     | Volksrepublik China | - Chen Qian - Tang Yi - Liu Jing - Zhu Qianwei                                 | 07:35,94 WR |
| 2     | Australien          | - Blair Evans - Jade Neilsen - Kelly Stubbins - Kylie Palmer                   | 07:37:57    |
| 3     | Frankreich          | - Camille Muffat - Coralie Balmy - Mylène Lazare - Ophélie-Cyrielle Étienne    | 07:38,33 ER |
| 4     | Vereinigte Staaten  | - Katie Hoff - Dagny Knutson - Melissa Franklin - Dana Vollmer                 | 07:38,42    |
| 5     | Schweden            | - Gabriella Fagundez - Sarah Sjöström - Ida Marko-Varga - Petra Granlund       | 07:41,91    |
| 6     | Italien             | - Renata Spagnolo - Alice Nesti - Federica Pellegrini - Chiara Masini Luccetti | 07:46,80    |
| 7     | Ungarn              | - Evelin Verrasztó - Ágnes Mutina - Katinka Hosszú - Eszter Dara               | 07:47,70    |
| 8     | Russland            | - Weronika Popowa - Darja Beljakina - Wiktorija Maljutina - Jelena Sokolowa    | 07:48,97    |

#### Staffel 4 × 100 m Lagen
Finale am 17. Dezember
| Platz | Land                | Athlet                                                                         | Zeit       |
| ----- | ------------------- | ------------------------------------------------------------------------------ | ---------- |
| 1     | Volksrepublik China | - Zhao Jing - Zhao Jin - Liu Zige - Tang Yi                                    | 3:48,29 CR |
| 2     | Vereinigte Staaten  | - Natalie Coughlin - Rebecca Soni - Dana Vollmer - Jessica Hardy               | 3:48,36    |
| 3     | Australien          | - Rachel Goh - Leisel Jones - Felicity Galvez - Marieke Guehrer                | 3:48,88    |
| 4     | Russland            | - Anastassija Sujewa - Julija Jefimowa - Weronika Popowa - Margarita Nesterowa | 3:53,08    |
| 5     | Schweden            | - Petra Granlund - Joline Höstman - Therese Alshammar - Sarah Sjöström         | 3:53,98    |
| 6     | Kanada              | - Sinead Russell - Martha McCabe - Audrey Lacroix - Victoria Poon              | 3:56,57    |
| 7     | Italien             | - Elena Gemo - Chiara Boggiatto - Caterina Giacchetti - Chiara Masini Luccetti | 3:57,58    |
| 8     | Brasilien           | - Fabiola Molina - Tatiane Sakemi - Daniele de Jesus - Tatiana Lemos-Barbosa   | 3:59,45    |